# Hermann Wagner (Zoologe)
Friedrich Hermann Wagner (* 1. Februar 1953 in Speckbrodi) ist ein deutscher Biologe und Professor an der RWTH Aachen.

## Leben
Wagner beendete sein Studium an der Universität Tübingen 1980 als Diplombiologe und wurde dort 1986 zum Dr. rer. nat. promoviert. 1992 folgte seine Habilitation in Tierphysiologie. Heute ist er Professor für Zoologie und Tierphysiologie an der RWTH Aachen und beschäftigt sich hauptsächlich mit neurobiologischen Themen. Darüber hinaus ist er seit 2010 Mitglied in der Deutschen Akademie der Naturforscher Leopoldina. 2001 wurde Wagner als ordentliches Mitglied in die Academia Europaea aufgenommen. 2012 erhielt er den Deutschen Ornithologenpreis. 2011/2012 war er Präsident der Deutschen Zoologischen Gesellschaft, seit 2014 ist er Mitglied der Akademie der Wissenschaften und der Literatur.

## Schriften
- Flight performance and visual control of the free flying housefly (Musca domestica L.), Diss. Univ. Tübingen, 1986.